# Helina africana
Helina africana este o specie de muște din genul Helina, familia Muscidae. A fost descrisă pentru prima dată de Malloch în anul 1921. Conform Catalogue of Life specia Helina africana nu are subspecii cunoscute.